# Foradada del Toscar
Foradada del Toscar è un comune spagnolo di 259 abitanti situato nella comunità autonoma dell'Aragona.